# Discuție în parc

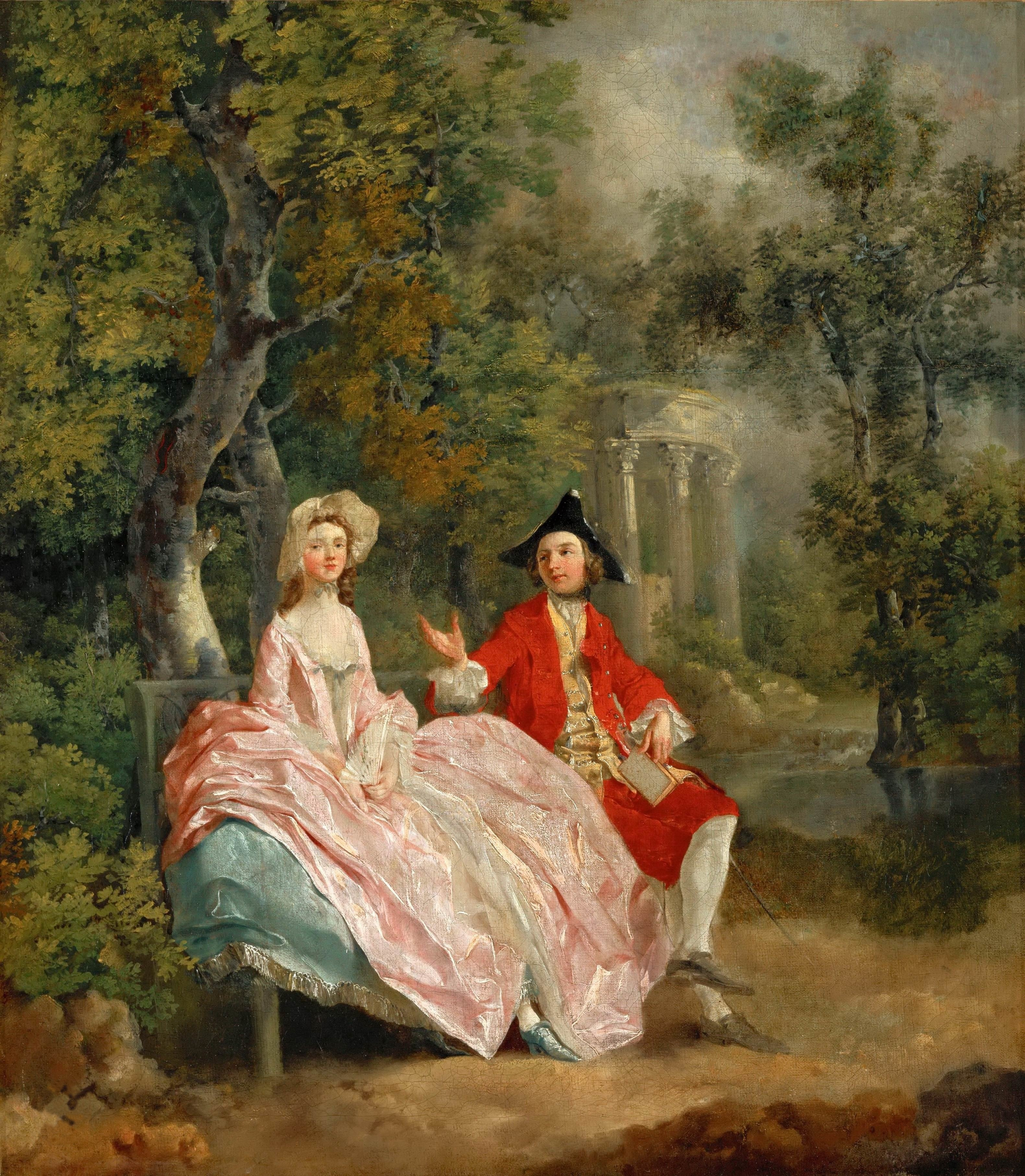
Discuție în parc

Discuție în parc este o pictură semnată de Thomas Gainsborough în anii 1745-1746. Tabloul se găsește astăzi la Louvre, Paris și are dimensiunile 73 x 68 cm.

## Descriere
Perechea prezentată în tablou, într-o atitudine ușor teatrală, nu este alta decât pictorul împreună cu soția lui, Margaret Burr. Gainsborough integrează acest dublu portret plin de lirism și prospețime în decorul unei grădini. Lucrarea este realizat în anul în care artistul urma să se căsătorească și reprezintă o dovadă a exuberanței pe care i-o provocau pictorului primele zile de fericire matrimonială.
Templul care se vede în plan secund este închinat zeului Hymen, patronul antic al căsătoriei. Artistul reușește să exprime legătura care îi unește pe cei doi tineri îndrăgostiți: bărbatul în caftan roșu se întoarce spre tovarășa lui; gestul mâinii lui sugerează puntea de legatură a celor doi. Margaret are o atitudine de ușoară reținere, impusă de rang și de educație, față de mâna întinsă. Perechea este prezentată pe fundalul unei grădini englezești tipice. 

## Alte articole
- Thomas Gainsborough